# دانشگاه آکلند
دانشگاه آوکلند (به انگلیسی: University of Auckland) مهم‌ترین دانشگاه‌های کشور نیوزیلند است که در شهر آوکلند واقع شده‌است. بر اساس آخرین رده‌بندی علمی دانشگاه‌های معتبر دنیا این دانشگاه در رتبه 65 قرار دارد.